# Говорящая Анджела
«Говорящая Анджела» (англ. Talking Angela) — мобильная игра для iOS, Android и Windows Phone в жанре «виртуальный собеседник». Десятая игра из серии «Говорящий Том и друзья». Разработка словенской компании Outfit7 Limited. Впервые была выпущена на iOS 18 декабря 2012 года, затем в январе 2013 года на Android и, по статистике на конец 2015 года, набрала свыше 50 миллионов скачиваний в магазинах мобильных приложений по всему миру.

## Об игре

Скриншот из игры, версия 2.4

В этой игре пользователю предстоит познакомиться с антропоморфной белой кошкой по имени А́нджела (англ. Angela), которая сидит за столиком одного из парижских кафе на улице. Основная особенность этой игры — возможность общения с героиней с помощью диалогового окна в нижней части экрана, причём общение доступно исключительно на английском языке, поскольку другие языки общения в приложении не поддерживаются. Наберите на клавиатуре или продиктуйте слова при помощи функции голосового поиска в вашем устройстве, и Анджела ответит вам своим голосом и текстовым сообщением в диалоговом окне. Разговаривать с кошкой можно на самые разные темы: любовь, спорт, фильмы, знаменитости, ТВ, домашние животные и другие, на усмотрение пользователя. Помимо обычного общения с Анджелой в приложении существуют различные команды, набрав которые можно привести в действие дополнительные игровые опции:
- Sing to me («спой мне») — включается тизер-видеоклип с соло-песней Анджелы «That`s Falling in Love» в исполнении американской певицы Челси Уорд (англ. Chelsea Ward). Также данный клип можно просмотреть на YouTube
- To buy drink («купить напиток») — покупка за игровые деньги предложенных Анджелой напитков с различными эффектами. Например: «Lighting Shot» («Удар молнии») — в Анджелу ударит появившаяся из ниоткуда молния; «Night Nectar» («Нектар ночи») — на улице станет темно, а в темноте будет видно множество разноцветных глаз, и одни из них — глаза Анджелы; «Rainbow Splash» («Радужный всплеск») — вокруг кошечки всё засветится цветами радуги, и т. д.
- To feed the birds («покормить птиц») — Анджела покормит прилетевших к ней птиц.
- To start quiz («начать викторину») — Анджела предложит ответить на вопросы случайно выбранной викторины.
- Tell me a joke («расскажи анекдот») — Анджела расскажет какую-нибудь смешную историю или анекдот.

Кроме так называемого чат-бота в приложении существуют и другие функции. Например, после нажатия на кнопку «Лицо» (в левом верхнем углу экрана) можно пообщаться с Анджелой посредством жестов и мимики. Или, нажав на кнопку «Сердечко», можно услышать и прочитать от Анджелы предсказание из печенья. С помощью кнопки «Подарок» Анджеле можно купить различного вида одежду, аксессуары, элементы макияжа, или даже преобразить улицу, купив кошке, например, розовый скутер, котбук («catbook»), рождественскую ель, радиоприёмник и т. д. Чтобы просмотреть или надеть/снять купленные вещи, используйте кнопку «Вешалка» в левом верхнем углу экрана устройства.
Анджелу можно толкнуть — в голову, тело, хвост или ноги, или просто погладить. Реакция кошки на все действия разная: она может чихнуть, подмигнуть, отмахнуться или даже упасть.
Также раз в день пользователю даётся возможность сыграть в игровую лотерею, в которой можно выиграть 10, 25, 75 или 200 игровых монет.

### 2016 год
8 марта 2016 года, после обновления до версии 2.6, геймплей игры официально претерпел значительные изменения (поменялась и иконка приложения): функция чат-бота была полностью удалена, что лишило пользователя контакта с Анджелой через чат, но вместо него Анджела может повторять любые услышанные звуки и слова, сказанные пользователем в микрофон устройства. Также появилась возможность записать и поделиться записанным с героиней видео (которое можно снять с помощью кнопки «Камера») или же посмотреть существующие посредством интеграции с YouTube (кнопка «Плёнка»). Также добавлены новые кнопки — «Коктейль» и «Птичка», выполняющие довольно знакомые функции игры: покупку напитка и призыв белой птички.
Обновление игры до версии 2.6 совместимо с устройствами iPhone и iPad с операционной системой iOS 7 и с устройствами на базе Android, начиная с версии 4.1.

## Популярность
Говорящая Анджела (как сам персонаж, так и мобильная игра) популярна среди девочек и мальчиков подросткового возраста (11-13 лет). Довольно высока популярность и у детей более младшего возраста (10 лет и меньше). Меньшей популярностью Анджела пользуется у взрослых людей старше 14 лет.

## Критика
Игру не один раз подвергали жёсткой критике в магазинах мобильных приложений App Store и Google Play и даже требовали убрать из списка для скачиваний. Известен миф начала 2014 года о взломе игры неким маньяком-хакером. В интернете быстро распространилась «важная» информация о том, что игра «Talking Angela» была взломана опаснейшим убийцей-педофилом, освобождённым от тюремного заключения и занявшимся преследованием своих новых жертв через приложение. Упоминалось и предполагаемое имя взломщика — Мариуш Трынкевич.
По словам автора истории, во «взломанной» игре в больших зрачках глаз кошки, если в них хорошо всмотреться или увеличить снимок экрана игры, можно различить человеческий контур и очертания какой-то комнаты. По идее мифа, в глазах Анджелы отражался тот самый маньяк-убийца, следящий из своего убежища за жертвой через фронтальную камеру её телефона или планшетного компьютера. Также он, посредством взломанного чат-бота, задавал своим пользователям простые вопросы, будто интересуясь, и узнавал так информацию о будущих жертвах: их домашний адрес, номер мобильного телефона, когда их родители не бывают дома, охраняется ли дом сторожевой собакой и т. д. Ещё маньяк сам отвечал на вопросы чата, даже на самые прямые, типа «Ты убиваешь детей?» (англ. «Do you kill kids?»), на которые он отвечал откровенно: «Да, это удивляет тебя?» («I do. Does that surprise you?»). К тому же кошка могла «фотографировать» пользователей игры и отправлять сделанные фото с устройства в интернет, ещё и довольно коварным способом — даже при отсутствии связи телефона/планшета с интернетом, приложение сохраняло фото в устройстве, а потом, при подключении к интернету, загружало файлы в сеть. А при попытках игрока закрыть свою фронтальную камеру пальцем или другим способом отключить её, кошка грозно приказывала снова открыть доступ к камере. После чего многие дети закрывали камеры скотчем, наклейками, и многими другими мелкими клейкими предметами. Все эти «достоверные» факты диктовали юным (11-13 лет) игрокам чувство страха перед неизвестным маньяком-убийцей, а также способствовали активному скачиванию игры смельчаками, не побоявшимися проверить правдивость этой истории.
Однако мнения о взломе «Говорящей Анджелы» разделились на придерживающихся слуха о нём и противников (тех, кто отстаивал обратное и призывал «включить логику»). Так, Вячеслав Семенчук, руководитель App Store, отрицал все слухи о взломе приложения:

— Полный бред! Приложение не может быть взломано хакерами, так как новые версии выкладываются в App Store издателями и тщательно проверяются редакторами. И насколько реально для маньяка отвечать тысячам людей на 20 языках! Речь скорее идёт о чьей-то неудачной шутке, которая нашла свой вирусный эффект, или о своеобразном пиаре разработчика.— 
Детский психолог Анфиса Калистратова говорила об этом следующее:

— Я уже в курсе ситуации, моему старшему сыну друзья тоже рассказали эту страшилку. Дело в том, что дети в принципе нуждаются в острых ощущениях. И если раньше они могли днями напролёт ловить птиц, разводить костры, бегать по стройке, то сейчас, в условиях большого города, они уходят в ментальный, „мозговой“ экстрим. И делают это осознанно, скачивая такие игры. Родителям главное реагировать правильно: не паниковать, а спокойно следить, чтобы эти страхи не переросли во что-то более серьёзное.— 

## Другие особенности игры и факты
- В приложении существует скрытая функция «Детский режим» (англ. Child Mode)[1]. Если включить её, игра превратится в аналог таким играм, как «Говорящий Том», «Говорящий Бен» и другим играм-«повторялкам» из серии игр «Говорящий Том и друзья». Однако после обновления в 2016 году «Детский режим» утратил свою необычную функцию, так как сама игра была официально превращена в аналог «Говорящего Тома» (подробнее — см. раздел 2016 год).
- В 2014 году компания Dragon-I выпустила интерактивные плюшевые игрушки Говорящей Анджелы[7][8], в которых встроена функция взаимодействия с пользователем через игру. Также они могут повторять сказанное как с подключением к игре, так и без него.